# Untitled (How Could This Happen to Me?)
Untitled (How Could This Happen to Me?) is de derde single afkomstig van het album Still Not Getting Any... van de Canadese rockband Simple Plan. Het nummer bereikte in de Nederlandse Top 40 de 36e plaats en in de Single Top 100 de 51e plek. In Wallonië kwam het niet verder dan de 17e plaats in de tiplijst. In thuisland Canada was het wederom een top-3 hit. Ook in Zweden bereikte het de derde plaats. In de Amerikaanse Billboard Hot 100 kwam hij tot de 49e plaats.
Bij de uitgave van het album was de titel nog officieel "Untitled", maar toen het als single werd uitgegeven werd de titel aanvulling aangebracht, waarschijnlijk om het te onderscheiden van andere nummers met de naam "Untitled", of voor de duidelijkheid bij DJ's. Het nummer is een van de serieuzere nummers van de band, en bevat opvallende zang en pianospel.

## Videoclip
In de videoclip is een auto-ongeluk te zien op een regenachtige nacht. Een dronken man rijdt frontaal op een auto die wordt bestuurd door een tienermeisje, die het ongeluk niet overleefd. De man heeft, relatief, slechts kleine verwondingen en wordt aangehouden door de politie.
Het belangrijkste deel van de clip zijn de beelden van de nabestaanden van het slachtoffer. Je ziet hen bezig zijn met alledaagse dingen, maar vliegen op het moment van de impact tegen muren aan of worden uit ramen geworpen. Het laat zien dat er meer slachtoffers zijn dan men op het eerste gezicht ziet, en dat levens erdoor voor altijd kunnen veranderen.
Sinds de clip is uitgebracht werd het nummer gebruikt in meerdere campagnes van de Amerikaanse organisatie Mothers Against Drunk Driving (MADD).
Als het nummer live ten gehore wordt gebracht speelt Pierre Bouvier, normaal gesproken de leadzanger, de gitaarsolo in het midden van het nummer. Leadgitarist Jeff Stinco speelt tijdens de solo op een semi-akoestische gitaar. Rhytmgitarist Sébastien Lefebvre en drummer Chuck Comeau vallen pas later in. Bassist David Desrosiers is vooral actief als achtergrondzanger.

## Tracklist
| Nr. | Titel                                   | Duur |
| --- | --------------------------------------- | ---- |
| 1.  | Untitled (How Could This Happen to Me?) | 3:28 |
| 2.  | Welcome to My Life (Live)               | 4:13 |
| 3.  | Jump (Live)                             | 3:48 |

## Charts
| Nummer | 73 | 57 | 51 | 72 | 76 | 78 | 78 | 82 | 84 | 81 | 85 | uit |

| Nummer | 37 | 36 | 39 | uit |

| Land                       | Charts          | Charts       |
|                            | Hoogste positie | Aantal weken |
| -------------------------- | --------------- | ------------ |
| Australië                  | 9               | 18           |
| Canada                     | 3               | ?            |
| Nederlandse Top 40         | 36              | 3            |
| Nederlandse Single Top 100 | 51              | 11           |
| Nieuw-Zeeland              | 20              | 7            |
| Verenigde Staten           | 49              | ?            |
| Zweden                     | 3               | 17           |
| Zwitserland                | 7               | 26           |